# Белт (Монтана)
Белт (енгл. Belt) град је у америчкој савезној држави Монтана.

## Демографија
По попису из 2010. године број становника је 597, што је 36 (-5,7%) становника мање него 2000. године.
| Група             | 2000.       | 2010.       |
| Белци             | 601 (94,9%) | 569 (95,3%) |
| Афроамериканци    | 9 (1,4%)    | 0 (0,0%)    |
| Азијати           | 0 (0,0%)    | 3 (0,5%)    |
| Хиспаноамериканци | 7 (1,1%)    | 6 (1,0%)    |
| Укупно            | 633         | 597         |